# 普林斯頓 (堪薩斯州)
普林斯頓（英語：Princeton）是一個位於美國堪薩斯州富蘭克林縣的城市。

## 地方資料
根據2020年美國人口普查的數據，普林斯頓的面積為0.91平方千米，當中陸地面積為0.90平方千米，而水域面積為0.01平方千米。當地共有人口267人，而人口密度為每平方千米293.41人。